# アスーチャンネル
アスーチャンネル(ASU-CHANNEL)は、株式会社ビットコミュニケーションズが管理運営を行う企業向け無料動画配信サイト。

## 概要
福岡発のインターネットテレビ局。
番組を視聴するにあたっては視聴者に課金することのない無料提供型の動画サイトとなっている。
九州を中心とした雑誌、フリーペーパー20誌以上が共同で参画し、2006年8月に本放送を開始した。
末期は車、音楽、釣りといった趣味関係カテゴリのコンテンツが中心となっていた。
2012年5月25日の更新を最後に事実上の運用停止。

## 名前の由来
古代アッシリア語における「アジア」を意味する言葉「ASU：アス」に由来する

## 参加メディア一覧
- アイビジョンプレス
- くまもと経済
- 子づれ DE CHA・CHA・CHA!
- チャタロウニュース
- 釣紀行
- 読売新聞 Oh!エンカ
- 犬吉猫吉（九州版）
- 美味本（北九州版）
- カッチャオ
- 結婚情報誌メロン
- リビング福岡
- リビング北九州
- ランサーエボリューションマガジン
- インプレッサマガジン

## 参加企業一覧
- パワーエンタープライズ株式会社
- 日産サティオ湘南